# Castelo de Kinnaird

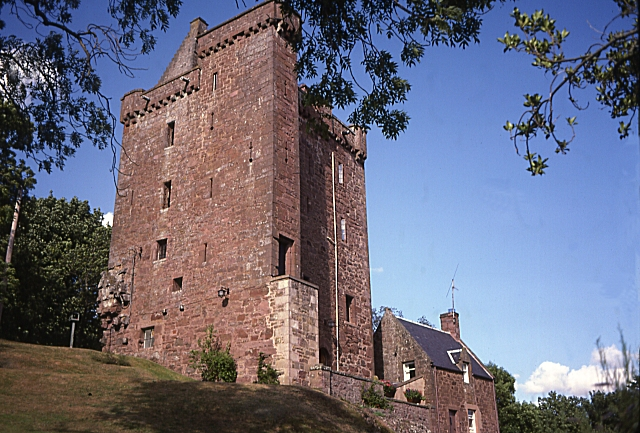
Castelo de Kinnaird, Escócia

O Castelo de Kinnaird (em inglês:  Kinnaird Castle) é um castelo localizado em Kinnaird, Perth and Kinross, Escócia.

## História
Tranter considera que a estrutura é do século XV, ou anterior, enquanto a S.D.D. diz ser de 1500; MacGibbon e Ross julgam ser do início do século XVI.
Durante o reinado de Guilherme I da Escócia (1165-1214), o castelo pertenceu à família Kinnaird, e em 1674 passou para a família Threiplands.

## Estrutura
Uma torre alta e impressionante, anteriormente sem teto, foi restaurada em 1855 e esteve desabitada depois.
A torre possui quatro pisos, com uma parede de espessura de 2,15 metros ao nível do chão.